# جوزف دلبوف
جوزف دلبوف (انگلیسی: Joseph Delboeuf) زادهٔ ۳۰ سپتامبر ۱۸۳۱ و مرگ به تاریخ ۱۴ اوت ۱۸۹۶م، یک روان‌شناس بلژیکی بود.
 دلبوف دارای مدرک فوق دکترای روان‌شناسی بود و آثار متعددی از جمله در زمینه اثرات درمانی هیپنوتیزم و خطاهای حسی - بصری از او به جا مانده‌است. در سال ۱۸۹۳م، وی با توصیف نوعی خطای دید که به یاد خود او خطای دید دلبوف نامیده شد، به سرشناسی رسید. همچنین وی علاوه بر رشته تخصصی خود، در فلسفه، ریاضیات و روان فیزیک نیز صاحب نظر بود و تدریس می‌کرد.